# Teucholabis wilhelminae
Teucholabis wilhelminae är en tvåvingeart som beskrevs av Alexander 1947. Teucholabis wilhelminae ingår i släktet Teucholabis och familjen småharkrankar. Inga underarter finns listade i Catalogue of Life.